# Барекамутюн
„Барекамутюн“ (на арменски: Բարեկամություն – Дружба) е метростанция на метрото в Ереван, столицата на Армения.
Понастоящем, докато не бъде завършен строежът на следващите 2 станции, е северният край на метролинията. Открита е на 7 март 1981 г.
Името се отнася до арменско-руската дружба, илюстрирана с паното „Дружба“. На него са изобразени руска и арменска девойка. Рускинята протяга към арменката хляб и сол, а тя от своя страна предлага грозде и плодове.